# Mięsień C8
Mięsień C8, mięsień 97, mięsień 11 – mięsień występujący w prosomie skorpionów.
Jeden z zewnętrznych mięśni szczękoczułkowych. Mięsień ten bierze swój początek na tylnej, środkowej powierzchni "entapofizy epistomalnej" (ang. epistomal entapophysis), z tyłu od sąsiedniego mięśnia C7. Kończy się, zaczepiając na końcówce (terminus) protomerytu.